# Medal Orderu Witolda Wielkiego
Medal Orderu Witolda Wielkiego (lit. Vytauto Didžiojo ordino medalis) – jedno z litewskich odznaczeń państwowych ustanowione w 1930 równocześnie z Orderem Witolda Wielkiego.

## Historia
Medal Orderu Witolda Wielkiego został ustanowiony w 1930 był przyznawany zarówno cywilom jak i wojskowym (ale tylko oficerom). Medal zaprojektował artysta Petras Tarabilda. W latach międzywojennych odznaczenie było produkowane przez szwajcarską firmę braci Huguenin. Po aneksji Litwy przez ZSRR w 1940 medal został zniesiony. Po odzyskaniu niepodległości przez Litwę w 1991 odznaczenie zostało odnowione w latach 90. XX w. i jest nadawane przez prezydenta kraju. Do 2002 medal dzielił się na trzy klasy, obecnie zniesione wraz z gruntowną zmianą wizerunku samego medalu.  

## Zasady nadawania
Medal, który do 2002 dzielił się na trzy klasy różniące się kruszcem (złoty I klasa, srebrny II klasa i brązowy III klasa), jest obecnie nadawany jako wyróżnienie dla obywateli za ich szczególny wkład w służbę dla państwa jedynie w jednej klasie (medal srebrny). Osoby, które odznaczyły się bohaterstwem na polu chwały lub narażały własne życie dla innych, odznaczane są medalem z mieczami. W latach międzywojennych odznaczono:
- złotym medalem I klasy: 40 osób (za służbę 30-letnią),
- srebrnym medalem II klasy 218 osób (za służbę 20-letnią),
- brązowym medalem III klasy 2217 osób (za służbę 10-letnią).

## Opis odznaki
Odznaką Medalu Orderu Witolda Wielkiego był medal przypominający kształtem przekrój bombki choinkowej (okrągły z nieco wydłużonym i ściętym górnym końcem). Na awersie znajdowała się ukoronowana podobizna wielkiego księcia Witolda z uniesionym mieczem. Poniżej umieszczony był litewski napis VYTAUYAS/DIDYSIS (Witold Wielki). Na rewersie znajdował się stylizowany herb Litwy pod koroną, ukazany na tle dzielącego medal ornamentu z liści dębowych, poniżej którego umieszczono napis „1430/1930”. W 2002 dokonano reformy odznaczenia zmieniając wygląd medalu. Bombkowaty kształt medalu zastąpiono okrągłym. Obecnie na awersie znajduje się wyobrażenie odznaki Orderu Witolda Wielkiego na promienistym tle, a na rewersie, pod otwartą koroną, umieszczony jest napis: VYTAUTAS/DIDYSIS/1392-1430 (Witold Wielki 1392-1430). Medal, tak jak uprzednio, zawieszany jest na klamrze umocowanej na wstążce z białej mory z dwoma pomarańczowymi paskami wzdłuż obu brzegów wstążki. Szerokość wstążki 32 mm. Na baretce umieszcza się srebrzone okucie w kształcie trójliścia (lub skrzyżowanych mieczy – w zależności od rodzaju nadanego medalu), w celu odróżnienia od baretki Krzyża Kawalerskego Orderu Witolda Wielkiego.